# هنري بريدهام ويبل
هنري بريدهام ويبل (بالإنجليزية: Henry Pridham-Wippell)‏ (و. 1885 – 1952 م) هو قائد عسكري من المملكة المتحدة .

## الخدمة العسكرية
خدم في البحرية الملكية البريطانية.

## جوائز
حصل على جوائز منها:
- رفيقة اوردر اوف باث
- Knight Commander of the Order of the Bath
- قائد الوسام الفيكتوري الملكي.